# 뎅크
뎅크(DENK)는 네덜란드의 좌익 정당이다. 뎅크는 네덜란드어로 "생각"을, 튀르키예어로 "평등"을 의미한다. 2015년 노동당을 탈당한 몇몇 의원들에 의해 설립되었다. 이 당은 네덜란드 내의 튀르키예인을 비롯한 소수 아랍인들 이민자들의 권리를 보호한다고 주장한다. 2015년부터 터키의 레제프 타이이프 에르도안 대통령을 옹호하고, 이스라엘 우익 진영의 팔레스타인 탄압이나 이스라엘 아랍인 차별을 비판하며, 쿠르드족을 PKK 테러집단이라고 규정하고, 그리스와 키프로스를 비난하고 1차 세계 대전 오스만 제국 시절 희랍인들과 아시리아인들과 아르메니아인들을 잔인하게 대거 학살했던 역사적 과거사를 부정하는 등 터키 민족주의적 행보를 보이고 있어 논란이 되고 있다.
그래서 뎅크의 이러한 네덜란드에서의 친-에르도안 행보가 늘어나면서, 네덜란드에서 친이스라엘 행보랑 친그리스 행보를 보이며 유럽회의주의적이며 반-터키주의 반-이슬람주의 성향 네덜란드 기독교 극우 정치인인 헤이르트 빌더르스 대표의 정당인 네덜란드 자유당이 지난 네덜란드 총선에서 약진했으며, 빌더르스 네덜란드 자유당 대표에게 심한 반-터키적 차별 발언으로 공격 받는 논란이 네덜란드 사회에서 이슈가 계속되고 있으며, 유럽 연합 내부에서도 끊임 없는 논란이 많이 되고 있다.
또한 최근 재판 문제와, 반-네타냐후 퇴진 시위랑, 이스라엘에 거주하는 팔레스타인 아랍계 정당 공동 명당들로 스트레스를 받고 있는, 이스라엘의 베냐민 네타냐후 이스라엘 리쿠드당 우익성향 총리도, 이러한 네덜란드 극우 정치인 빌더르스의 뎅크 정당을 향한 이슬람 혐오 발언 행보에 대해 매우 중요하게 관심을 보이고 있다.

## 같이 보기
- 네덜란드의 정당